# Dennis Shepherd
Dennis Graham Shepherd (* 11. Oktober 1926 in Johannesburg; † 13. Juni 2006 ebenda) war ein südafrikanischer Boxer.

## Karriere
Shepherd nahm 1948 an den Olympischen Spielen in der Gewichtsklasse Federgewicht teil. In London konnte er die ersten vier Kämpfe für sich entscheiden. Im Finale verlor er gegen den Italiener Ernesto Formenti und gewann somit die Silbermedaille. Zwei Jahre später war er Teilnehmer der British Empire Games in Auckland in der Gewichtsklasse Leichtgewicht. Dort schied er in der ersten Runde aus.